# William Gunion Rutherford

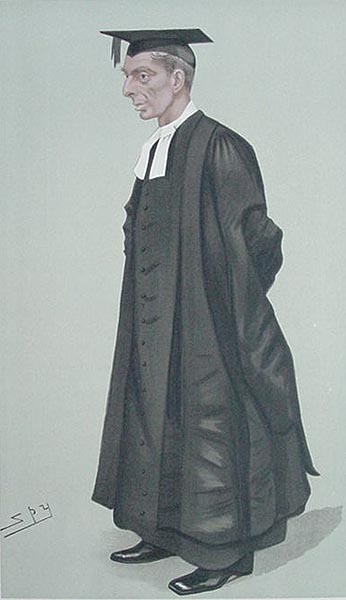
William Gunion Rutherford. Karikatur (Vanity Fair, 3. März 1898)

William Gunion Rutherford (* 17. Juli 1853 in Mountain Cross, Peeblesshire; † 19. Juli 1907 in Little Hallands bei Bishopstone, East Sussex) war ein schottischer Klassischer Philologe und von 1883 bis 1901 Leiter (Headmaster) der Westminster School.

## Leben und Werk
William Gunion Rutherford, der Sohn eines Geistlichen, besuchte die High School in Glasgow und studierte Naturwissenschaften und Klassische Philologie, zunächst an der University of St Andrews (bei Lewis Campbell), ab 1872 am Balliol College in Oxford, wo er mit dem Master abschloss.
Ab 1876 unterrichtete Rutherford an St Paul’s School in London und beschäftigte sich nebenbei mit der attischen Grammatik und Stilistik, besonders mit der Verbalflexion. Sein Ziel war eine wissenschaftliche fundierte griechische Sprachlehre in den Schulen, denn zu dieser Zeit vermittelte der Griechischunterricht an den englischen Schulen nicht nur unklassische, sondern auch sprachlich unmögliche Formen und Wendungen. Rutherfords griechische Elementargrammatik (1878) hatte beträchtlichen Einfluss auf die Methoden im Griechischunterricht. Wenige Jahre darauf erschien seine kommentierte Edition des Grammatikers Phrynichos, die gleichzeitig eine Studie des klassischen attischen Sprachgebrauchs war und weit über Fachkreise hinaus bekannt wurde. In den folgenden Jahren gab Rutherford weitere kommentierte Editionen und Übersetzungen heraus, darunter Babrios (1883), Thukydides (viertes Buch, 1889), Herodas (1892) und den Brief des Paulus an die Römer (1900). Die University of St Andrews verlieh ihm für seine Verdienste die Ehrendoktorwürde (LL.D.).
1883 erhielt Rutherford zwei Angebote: Eine Stelle als Tutor in Oxford und die Leitung der Westminster School. Er entschied sich für Westminster und arbeitete dort 18 Jahre. Seine wissenschaftliche Arbeit setzte er ununterbrochen fort und trat zu diesem Zweck mit ausländischen Philologen in Kontakt, darunter Carel Gabriel Cobet und Hans Graeven, der für ihn verschiedene Aristophanes-Handschriften in Italien verglich. Rutherfords größtes Vorhaben war eine Edition der Aristophanes-Scholien, für das er jahrelang Material sammelte. Über der unausgesetzten Arbeit und durch die kritischen Reaktionen auf die ersten zwei Bände der Edition (1892) verschlechterte sich seine Gesundheit zusehends, so dass er 1901 in den Ruhestand trat. Er zog mit seiner Familie auf sein Landhaus Little Hallands nahe Bishopstone, East Sussex. Seine Forschungsarbeit setzte er fort, bis er kurz nach seinem 54. Geburtstag starb.

## Schriften (Auswahl)
- First Greek Grammar: accidence and syntax. London 1878. Zahlreiche Nachdrucke
- The new Phrynichus. Being a revised text of the Ecloga of the grammarian Phrynichus. London 1881. Nachdruck Hildesheim 1968 Digitalisat
- Babrius. Edited with introductory dissertations, critical notes, commentary, and lexicon. London 1883
- The fourth book of Thucydides: a revision of the text illustrating the principal causes of corruption in the manuscripts of the author. London 1889
- Ἡρώνδου Μιμίαμβοι / Herondas: A first recension. London 1891
- Scholia Aristophanica: Being such comments adscript to the text of Aristophanes as have been preserved in the Codex Ravennas, arranged, emended, and translated. Drei Bände, London 1896–1906
- St. Paul’s Epistle to the Romans: a new translation with a brief analysis. London 1900
- The Key of Knowledge: sermons preached in abbey to Westminster boys. London 1901
- St. Paul’s Epistles to the Thessalonians and to the Corinthians: a new translation. London 1908